# 莫妮卡·卡尔施
莫妮卡·卡尔施（德語：Monika Karsch，1982年12月22日—）生于巴伐利亚州雄高，是一名德国女子射击运动员，主攻手枪项目。她在1994年开始练习射击，1996年开始参加比赛，2014年获得个人的首个世界杯分站赛奖牌。她的个人教练Thomas Karsch同时也是其丈夫，两人育有两个孩子。